# Cenemus mikehilli
Cenemus mikehilli е вид паяк от семейство Pholcidae. Видът е застрашен от изчезване.

## Разпространение и местообитание
Разпространен е в Сейшели.
Обитава гористи местности, храсталаци и плантации.